# Math metal

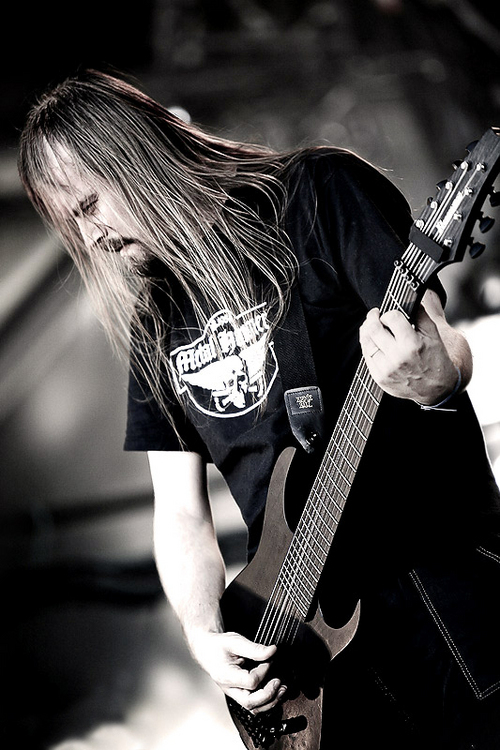
Math Metal

Math metal je nové odvětví metalu, které vychází z dřívějšího mathcore/hardcore. Jedná se o jejich fúzi s technickým stylem, je to tedy v podstatě technical mathcore.
Toto odvětví je charakteristické sekanými částmi, střídáním melodické a nemelodické hry.
Často se v math metalu používá screaming, sporadicky se zde objevuje také growling a v melodických pasážích se nachází i čistý vokál. Kytary jsou technicky náročné na rychlost, umění tappingu a orientaci na kytaře.

## Skupiny
- Mudvayne
- The Dillinger Escape Plan
- Architects
- The Burried and Me
- The Human Abstract
- Anata
- Meshuggah
- Ruins
- Converge